# Junior-EM i håndbold (mænd)
|  | Sammenskrivningsforslag Artiklen Junior-EM i håndbold (mænd) er foreslået føjet ind i U/20-EM i håndbold (mænd). (Siden februar 2024) Diskutér forslaget |

|Junioreuropamesterskabet i håndbold for mænd var et mesterskab for europæiske herrehåndboldlandshold. Mesterskabet blev arrangeret af European Handball Federation og afviklet hvert andet år i perioden 1996-2002, hvorefter det blev afløst U.20-EM for mænd.

## Medaljestatistik 1996-2002
| Plac. | Land         | Guld | Sølv | Bronze | Total |
| ----- | ------------ | ---- | ---- | ------ | ----- |
| 1.    | Danmark      | 2    | -    | -      | 2     |
| 2.    | Jugoslavien  | 1    | 1    | 1      | 3     |
| 3.    | Polen        | 1    | -    | -      | 1     |
| 4.    | Spanien      | -    | 1    | 1      | 2     |
| 5.    | Hviderusland | -    | 1    | -      | 1     |
| 5.    | Slovenien    | -    | 1    | -      | 1     |
| 7.    | Rusland      | -    | -    | 1      | 1     |
| 7.    | Ungarn       | -    | -    | 1      | 1     |

## Mesterskaber 1996-2002
| Turn. | Værtsland  | Guld        | Sølv         | Bronze      | Danmarks plac. |
| ----- | ---------- | ----------- | ------------ | ----------- | -------------- |
| 1996  | Rumænien   | Danmark     | Spanien      | Rusland     | Nr. 1          |
| 1998  | Østrig     | Danmark     | Jugoslavien  | Ungarn      | Nr. 1          |
| 2000  | Grækenland | Jugoslavien | Hviderusland | Spanien     | Nr. 4          |
| 2002  | Polen      | Polen       | Slovenien    | Jugoslavien | Nr. 5          |